# Le Lorrain
Le Lorrain là một commune thuộc tỉnh hải ngoại Martinique nước Pháp.